# Agrostophyllum niveum
Agrostophyllum niveum är en orkidéart som beskrevs av Rudolf Schlechter. Agrostophyllum niveum ingår i släktet Agrostophyllum och familjen orkidéer. Inga underarter finns listade i Catalogue of Life.